# MonoDevelop
MonoDevelop est un environnement de développement intégré libre de GNOME conçu pour C# et les autres langages .NET. MonoDevelop fait partie du projet Mono.
Initialement une réécriture de SharpDevelop pour GTK+, il a évolué à plusieurs reprises depuis son portage.

## Nouveautés
À partir de la version 0.11, MonoDevelop gère mieux la génération de code pour Gtk.Frame, Gtk.Expander, Gtk.Scale, Gtk.Scrollbar, Gtk.Button. Il est maintenant possible de sauvegarder les préférences de la solution dans le répertoire de la solution.
La version 1.0 de MonoDevelop a été mise à disposition en version stable en mars 2008. Cette version est une étape majeure dans le cycle de développement. En effet, c'est la première version stable qui pose les bases des versions futures.
La version 2.0 de MonoDevelop, sortie en mars 2009, intègre notamment un débogueur pour Mono et GDB, le support du langage Vala et une meilleure intégration du développement Web.
La version 2.2, sortie en décembre 2009, rend l'Environnement de développement intégré multiplateforme: Microsoft Windows et Mac OS X sont à présent officiellement supportés.
Cette version intègre notamment le Soft Debugger intégré à la version 2.6 du projet Mono.
La version 2.8.2, sortie en novembre 2011, inclut des améliorations de l'Add-In pour Android et pour MonoTouch. Elle prend en charge le framework .NET 4.0.
La version 3.0, sortie en Septembre 2012, inclut une nouvelle version de l’application permettant la publication sur le Mac App Store (sandbox, packages et signatures comme innovations principales).

## Caractéristiques

### Complétion de code
MonoDevelop utilise une complétion de code intelligente qui essaye de compléter ce que l'utilisateur est en train d'écrire, afin de faciliter l'utilisation des frameworks .NET et Gtk+.
La complétion du code ASP.NET est en cours de développement dans la version 2.0.

### Gestion des classes
MonoDevelop comprend un outil de visualisation de classe qui permet de lister les classes du projet en cours, des méthodes, et des propriétés. Dès qu'un bout de code est ajouté au projet, il est automatiquement ajouté à l'outil de visualisation de classe, même s'il y a des espaces, des méthodes ou des variables.

### Aide intuitive
MonoDevelop intègre les documentations de .NET et de Gtk# ainsi que des projets préconstruits pour Gnome ce qui facilite la prise en main lors du démarrage en mode console.

### Version Control Add-in
MonoDevelop a maintenant un add-in pour le versionnage qui est complètement flexible. Actuellement seul Subversion est réellement utilisable mais CVS est déjà bien avancé aussi.

### Environnement graphique
MonoDevelop intègre un outil de construction d'interface graphique nommé Stetic. Celui-ci permet la création d'interfaces graphiques en Gtk#.

### Bases de données
monodevelop-database est un add-in pour MonoDevelop permettant de gérer des bases de données SQL.
Il permet de créer et modifier des éléments de bases de données comme les tables, les vues, les procédures stockées, les déclencheurs, les contraintes, etc.